# Huamuchapa
Huamuchapa es una localidad del estado mexicano de Guerrero. Es parte del municipio de Tecoanapa.

## Toponimia
El nombre «Huamuchapa» proviene de los términos en náhuatl: huamuchitl, guamúchil; apan, río. Su significado es «río de los guamuchiles».

## Demografía
| Gráfica de evolución demográfica |
|                                  |

| Censo | Población |
| ----- | --------- |
| 1900  | 605       |
| 1910  | 758       |
| 1921  | 682       |
| 1930  | 807       |
| 1940  | 950       |
| 1950  | 794       |
| 1960  | 994       |
| 1970  | 1 122     |
| 1980  | 1 397     |
| 1990  | 1 829     |
| 2000  | 2 504     |
| 2010  | 2 841     |
| 2020  | 3 108     |